# Csodák tanítása
A Csodák tanítása (hivatkoznak még rá ACIM vagy a Tanítás néven is) egy könyv, amit Helen Schucman, "belső diktálás útján" írt le és szerkesztett, némely részét William Thetford írta át és szerkesztette. A könyv egy önállóan is elsajátítható tananyag, ami a "spirituális átalakulásról" szól. A könyv magyar fordítása 3 részből áll. A 765 oldalas Törzsszövegből, az 532 oldalas tanulóknak szóló Munkafüzetből, és a tanítók munkáját segítő 98 oldalas Kézikönyvből. 
A könyv 1965-től 1972-ig készült, és fénymásolt példányok útján terjedt, egészen az 1976-os keményfedeles kiadásig, a Foundation for Inner Peace gondozásában. A szerzői jogokat és a védjegyeket visszavonták 2004-ben a két tulajdonos alapítványtól, hosszú pereskedés után, mivel a korai verziók védjegyoltalom nélkül kerültek forgalomba.
Helen Schucman hitt benne, hogy a "belső hang" – amit ő Jézusként azonosított be – vezette az írás során.
Az 1980-as években a könyv eladási mutatói meredeken emelkedtek minden évben; bár a legnagyobb növekedés 1992-ben mutatkozott, miután Marianne Williamson ismertette a könyvet az amerikában nagy népszerűséggel futó The Oprah Winfrey Show-ban, így abban az évben több mint kétmillió példány talált gazdára. A könyvet mindenféle címkével jellemezték a "New Age-es pszichoblabla"-tól, "a Sátán rontásáig", vagy magát "A New Age Bibliáját" látták benne.

## Eredete
A Csodák tanításának lejegyzése két – közös cél érdekében egyesülő – ember Schucman és Thetford munkája. 1965-ben Schucman a New York-i Columbia Egyetem orvosi karának orvos-pszichológiai tanszékén tanító Thetford kutatási asszisztense lett. Thetford belefáradt a heti találkozókon mutatott viselkedésüket átható dühös, agresszív érzésekbe. Thetford arra a következtetésre jutott, hogy "kell lennie egy másik útnak". Schucman úgy hitte, ez a beszéd stimulálta, bekapcsolt benne látomásokat, szimbolikus álmokat, különös képeket, valamint egy "belső hangot" amit Jézusként azonosított. 1965 október 21-én a hite szerint a "belső hang" közölte vele: "Ez a Csodák tanítása, kérlek jegyezd le." Schucman azt mondta, hogy az írás kellemetlen volt számára, de valójában komolyan sosem vette fontolóra az abbahagyását. Másnap aztán megmutatta Thetford-nak a "jegyzeteit". Legnagyobb meghökkenésére Thetford a további jegyzetelésre biztatta. Sőt még azt is felajánlotta, hogy segít a gépelésben, mialatt Helen felolvassa neki. És ez a folyamat ismételte önmagát a következő néhány évben. 1972-ben, az első három rész diktálása befejeződött, de az utolsó két része az anyagnak egészen 1977 novemberéig húzódott.

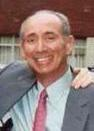
Kenneth Wapnick segített szerkeszeni a könyvet és megalapította Foundation for A Course in Miracles nevű alapítványt

Fr. Benedict Groeschel, egy római katolikus pap, aki Thetford kezei alatt tanult, és együtt dolgozott Schucman-nal, Kenneth Wapnickkal. Schucmannal és Thetforddal 1972 novemberében ismerkedett meg. Groeschel kapott egy példányt az ACIM kéziratából, 1973-ban azzal az utasítással Schucmantól, hogy nem terjesztheti a kéziratot; bár Schucman engedélyével mégis eljuttatta Wapnick-hoz. Wapnick átnézte a vázlatot, és megtárgyalta Schucmannal és Thetforddal, további felülvizsgálatokat javasolt, hogy a könyv eljuthasson a végső, jogvédett, publikálható formába. Thetford ezután végzett néhány további szerkesztést és javítást a "Csodák alapelvei" részben, majd rögtön ezek után úgy határozott, hogy tartózkodik a további főbb változtatásoktól az anyagban. Wapnick és Schucman folytatta a kézirat szerkesztését, csak a Schucman és Thetford személyére vonatkozó utalásokat törölték a szövegből, létrehozták a fejezeteket, bekezdéseket és fejléceket, egységesítették a bekezdések szerkezetét, a helyesírást, nagy betűzést. Ez a szerkesztési eljárás körülbelül 1975 februárjáig tartott. Wapnick ezalatt az ACIM tanítójává vált, és társalapítója, egyben elnöke lett a Foundation for A Course in Miracles (FACIM) alapítványnak, az igazgatója és a végrehajtó bizottsági tagja a Foundation for Inner Peace (FIP) alapítványnak.

## Tartalom
A Csodák tanításának lényege a 765 oldalas Törzsszövegben összpontosul, amit követ az 532 oldalas diákoknak szóló Munkafüzet, és a 98 oldalból álló, tanároknak szóló Kézikönyv — ezeket mind Schucman írta, aki saját bevallása szerint Jézus Krisztus gondolatait jegyezte le. A tanításait olyan szerzők értelmezték tovább, mint Kenneth és Gloria Wapnick, Marianne Williamson, Tara Singh, és egész szervezett mozgalom nőtt ki belőle.
A csodák tanítása tartalmilag három részre osztható: "Törzsszöveg", "Munkafüzet", és "Tanári kézikönyv":
- A "Törzsszöveg" az igazság és az illúzió eszmerendszerét két szinten mutatja be:
  - Kijelenti, hogy minden, aminek köze van az időhöz térhez és az érzékeléshez az illuzórikus (valótlan). Szemlélete az Egységben való gondolkodás (a nem- dualizmus), ami szerint, az Isten (a szeretet) az egyetlen igazság és valóság: tökéletes, változatlan, változhatatlan (egy akarat), csak a szeretetben kiterjedő, bár nem valóságos az időben és a térben, ami nem értelmezhető dualisztikus nézőpontból,("egó világa"). Az elmélet továbbá azt állítja, hogy az összes élet, amit mi érzékelünk, valójában mind Egy élet (mert az Istennek csak egy fia van, ez a fiúi minőség), aki az elkülönültséget és széttagoltságot álmodja a "forma világában". A Tanítás azt állítja, az örökkévalóság túlmutat a téren és időn, és az álom valójában sohasem történt meg, "már véget ért", de nem az illuzórikus érzékelés számára. Ha azt a kérdést tesszük fel, hogyan származhat efféle illuzórikus álom egy tökéletes és változhatatlan Istentől, a Tanítás rámutat, hogy ez a kérdés magában foglalja annak a feltételezését, hogy a tér és idő álma valóságos, amit a Tanítás elutasít. A Csodák tanítása kifejti, hogy alapvető hiba, ha magunkra elkülönült identitásként (individuum) tekintünk. Mivel magunkat térben és időben érzékeljük, ezen sorok olvasása közben is, a tanítás bevezeti a gondolatrendszere második szintjét:
  - A tér-idő szintjét, vagyis az "érzékelés" szintjét, amire "álomként" hivatkozik. A Csodák tanítása kifejti, hogy ezt a szintet az "alvó fiú" teremtette, egyfajta támadásként Isten ellen. Ezen felül a "Fiú" kifejezés kettős jelentőséggel bír, ami alatt érti Jézust egyrészt teremtői minőségében, másrészt, mint az összes kollektív életformát. Ebben a tér idő álomban az érzékelés hajtóanyaga nem más, mint az elkülönültség, az ítélkezés és a megtámadtatottság érzése. Ennek az eredményeként jelenik meg az, amit a Tanítás "bűn-bűntudat-félelem" ciklusnak nevez: az a bűnünk, hogy az Isten elutasításával létrehoztuk a tér-idő univerzumot (az ősrobbanást, Big Bang); következésképpen bűnösnek érezzük magunkat és elutasítónak véljük Teremtőnket, amiből további félelem fakad, az Isten haragjától való félelem. Amikor a "bűn-bűntudat-félelem" érzésével teremtünk, akkor túlságosan fájdalmas szembesíteni önmagunkat ahhoz, hogy felvállaljuk felelősségünket teremtményeinkért, ezért azokat kivetítjük környezetünkre, így a Homo sapiens úgy tűnik mindenhol a gonoszt látja, kivéve önmagában. A világ egy ellenséges hellyé válik, ahová csak a félelem, a harc és a halál miatt születtünk. Ezt a gondolatot, ami fenntartja ezt a folyamatot, a Tanítás "egó"-nak, vagy másképpen "bomlott elmének" hívja. A Csodák tanítása arra a következtetésre jut, hogy az örök boldogság nem található meg a földi életben, a tér-időben, de az olvasót nem a fizikai világból való erőszakos kilépésre biztatja, hanem arra, hogy állítsa át az elméjét a "félelem általi ítélkezés"-ről (tudattalanság) a "szeret általi megbocsátás"-ra (tudatosság), mivel a "gyógyult elme" túlmutat az idő és a tér keretein, és így nem érhetik evilági megtámadtatások. A tanítás szerint meglátni "Krisztus arcát" (a bűntelenséget) minden élőlényben, az egyetlen mód az "egység elfogadására", az álomból való végleges felébredésre és Isten örökkévalóságába való visszatérésre. Végső soron ez jelenti az individualizmus (elkülönültség) végét egyben az egó hatalmának végét is. Ebben a vonatkozásban fedezhetünk fel párhuzamokat az Indiai karma felfogásban, és a Bhagavad Gita leírásaiban, amiben egyébként Helen Schucman nem volt járatos, bár William Thetford igen.
- A "Munkafüzet" 365 leckét tartalmaz, minden napra egyet, aminek gyakorlása a tanuló gondolkozásmódját átkondicionálja a "félelem általi ítélkezésről" a "szeretet általi megbocsátásra". A Csodák tanítása a "csodát" úgy határozza meg, mint egy tudatos választást, hogy végrehajtsa ezt az átkondicionálást, beleértve a "mások elméjére való nem megfigyelhető hatásokat is" .[citation needed] A munkafüzet leckéi megkísérlik megtanítani az olvasót, hogy az egységet lássák minden élő dologban (a "formában"), a nap minél nagyobb részében. A leckék célja a tapasztalat általi meggyőzés. A munkafüzet központi üzenete: ahhoz, hogy teljesen meg tudjunk magunknak bocsátani (a) meg kell bocsátanunk minden élőlénynek, és (b) ezt a Szentlélek utasítására tesszük (amire a Tanítás "Isten hangjaként", vagy "gyógyult elmeként" vagy "belső tanítóként" esetleg "intuícióként" hivatkozik). Az év elteltével, a gyakorlatok elvégzése után, a munkafüzet kimondja "E kurzus csupán a kezdet, nem a vég".
- A "Tanári kézikönyv" kérdések és válaszok gyűjteménye. A Kézikönyv célja, hogy motiválja az olvasót abban, hogy "Isten (azaz a szeretet) tanítójává" váljon: egy olyan emberi lénnyé, aki a térben és időben létezik, de ugyanakkor mindenben képes meglátni az egységet, megszabadulva minden egyéni és különálló érdektől, az elkülönültség érzésétől, és hagyja, hogy teljes mértékben a Szentlélek, "Isten hangja" irányítsa.
- A harmadik (angol) kiadáshoz két füzetecskét mellékeltek "Psychotherapy" (Pszichoterápia) és "The Song of Prayer" (Az imádság dala – Imádság, megbocsátás, gyógyulás).

## Magyarul
- A csodák tanítása; ford. Lovasi Gábor; Édesvíz, Budapest, 2013 ISBN 978 963 529 158 8

## További olvasmányok
- Absence from Felicity: The Story of Helen Schucman and Her Scribing of A Course in Miracles. By Wapnick, Kenneth (1999). (2d ed.). New York: Foundation for A Course in Miracles. ISBN 0-933291-08-6. Discusses Helen Schucman and the pre-publication history of ACIM.
- Journey Without Distance: The Story Behind A Course in Miracles. By Skutch, Robert (1996). Mill Valley: Foundation for Inner Peace. ISBN 1-883360-02-1. Discusses the pre-publication history of ACIM.
- Never Forget To Laugh: Personal Recollections of Bill Thetford, Co-Scribe of A Course. By Howe, Carol (2009). Perfect Paperback. ISBN 978-1-889642-21-5.
- One Course, Two Visions, A Comparison of the Teachings of the Circle of Atonement and Ken Wapnick on A Course in Miracles. By Perry, Robert (2004). Circle of Atonement. ISBN 1-886602-22-0. One vision comes from Ken Wapnick and the Foundation for A Course in Miracles. The other comes from Robert Perry and his colleagues at the Circle of Atonement.
- A Return to Love: Reflections on the Principles of A Course in Miracles. By Williamson, Marianne (1996). New York: HarperCollins. ISBN 0-06-092748-8.
- Understanding A Course in Miracles: The History, Message, and Legacy of a Spiritual Path for Today'. By Miller, D. Patrick (2008). Berkeley: Celestial Arts/Random House. ISBN 978-1-58761-312-8. A journalistic overview of the history, major principles, criticism, and cultural effects of ACIM.

### Magyarul
- Alan Cohen: A csodák tanítása könnyedén. Utazás a félelemtől a szeretetig; ford. Goitein Veronika; Bioenergetic, Budapest, 2016
- Pam Grout: A csodák tanítása egyszerűen; ford. Szabó Nóra, Tóth Gábor; Édesvíz, Budapest, 2020
- Marianne Williamson: Visszatérés a szeretethez. Gondolatok a csodák tanítása alapelveiről; ford. Keresztyné Rehák Aranka; Édesvíz, Budapest, 2021

## Külső hivatkozások
- Quotations related to A Course in Miracles at Wikiquote
- A Course in Miracles at DMOZ
- A csodák tanítása